# Parque nacional Ceahlău
El parque nacional Ceahlău (en rumano: Parcul Naţional Ceahlău) es un área protegida (parque nacional de categoría II IUCN), situado en el país europeo de Rumanía, en el territorio administrativo del condado de Neamţ, en la región histórica rumana de Moldavia. Posee una superficie de 8.396 hectáreas y fue creado en el año 2000, siendo la localidad más cercana la ciudad de Vatra Dornei.

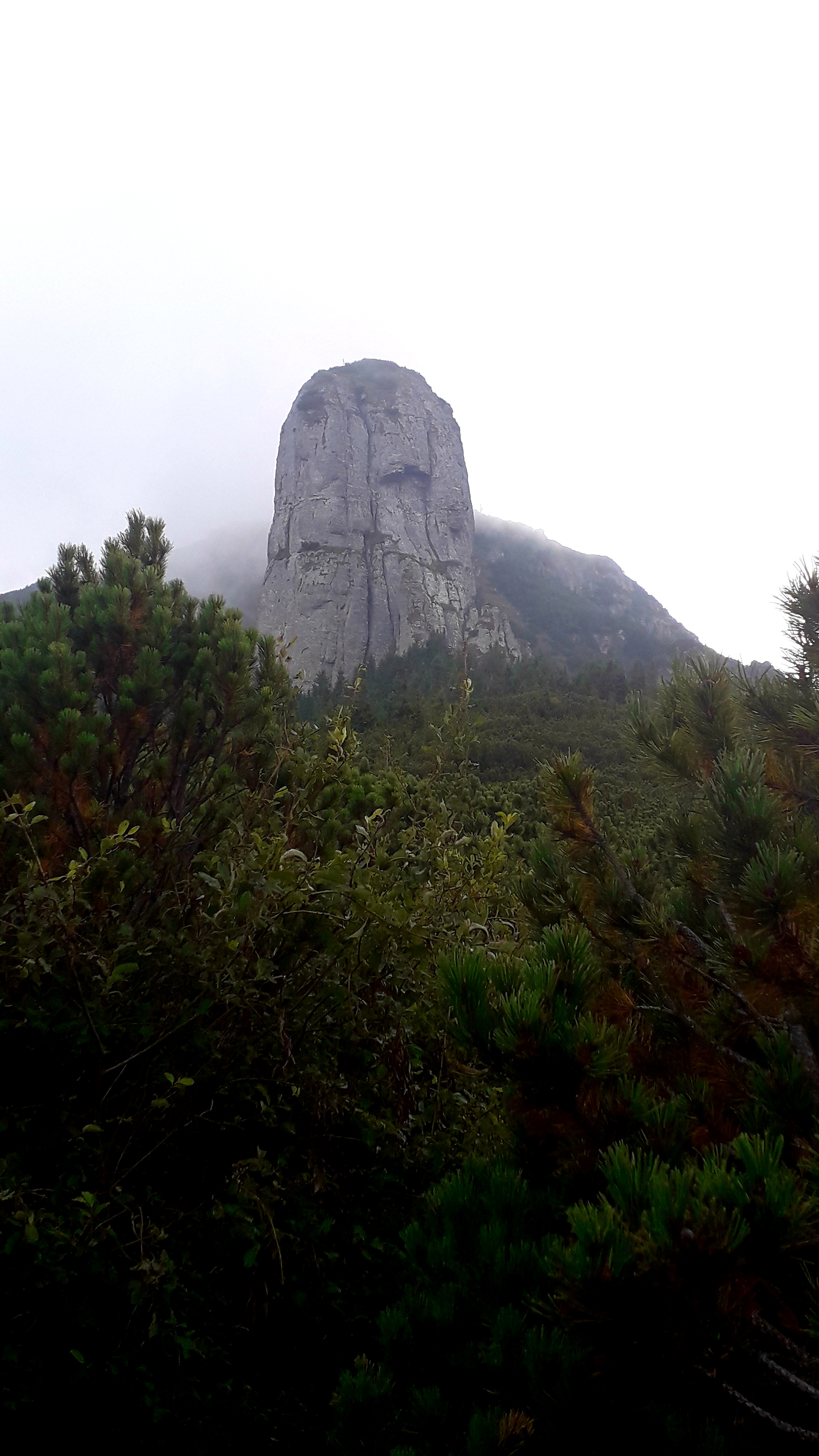
Parque nacional Ceahlãu

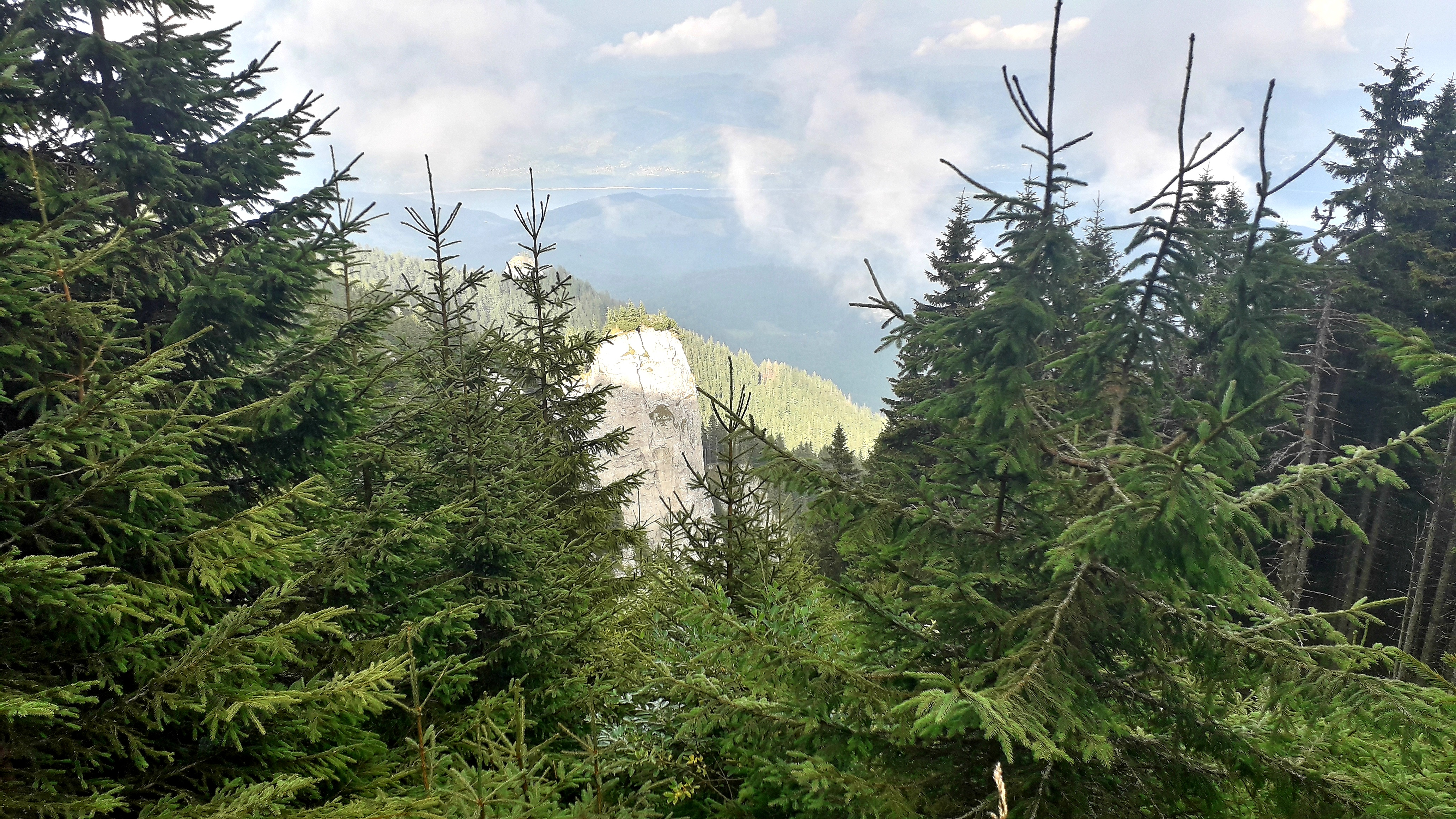
Bosque de abetos en P.N. Ceahlãu